# 木下辰雄
木下 辰雄（きのした たつお、1888年（明治21年）4月28日 - 1956年（昭和31年）1月26日）は、明治末から昭和前期の水産指導者、政治家、実業家。参議院議員、全国漁業協同組合連合会初代会長。

## 経歴
熊本県で木下辰平の長男として生まれる。熊本中学校（現熊本県立熊本高等学校）を経て、1909年（明治42年）東京の水産講習所（東京水産大学を経て現東京海洋大学）本科漁撈科を卒業した。
1909年、高知県水産試験場技手に就任。1912年（大正元年）宇田友四郎、川崎幾三郎からの出資を受けて大成組を設立して鰹鮪漁業と打瀬網漁業を行う。その後、大成組を解散して鰹鮪漁業を行い、底曳網漁業の試験操業を実施したが高知沖の漁場が狭かったため、福岡に移り太洋漁業 (株) を設立して8隻4組の漁船で2隻曳機船底網漁業を行った。1921年（大正10年）事業のトラブルから会社を整理し燃料商に転換しようとしたが、大日本水産会会長伊谷以知二郎の勧めで同会に転じた。
横浜市水産会技師に2年在任し大日本水産会（大水）主事に就任し、同理事、同常務理事を歴任した。木下が大水に入った当時、産業組合の漁村での設立が盛んであったが、漁業組合の活動にも経済活動を認めるよう運動し、1933年（昭和8年）に漁業法が改正され漁業組合に経済活動が認められ、地方漁業組合連合会が結成され、1938年（昭和13年）10月に全国漁業組合連合会（全漁連）が設立され常任理事、兼総務・指導・販売部長に就任した。当時の漁村の経済的困窮を改善するため購買、販売事業を積極的に推進したが、全漁連の損失が生じたため1941（昭和16年）5月に常務理事を退任したが、一年後に副会長として復帰した。1943年（昭和18年）3月に水産業団体法が公布され、全漁連は帝国水産会と合併して中央水産業会に改組され、木下は専務に就任した。
1946年（昭和21年）末に中央水産業会青山憲三会長が公職追放により辞職し、木下が後任会長に就任した。1947年（昭和22年）4月の第1回参議院議員通常選挙で全国区に無所属で出馬して当選した。中央水産業会は戦後の経済民主化政策により経営が悪化し、1947年9月に事業停止し、同年11月、閉鎖機関整理委員会の管理下に入った。1952年（昭和27年）12月、全国漁業協同組合連合会が結成され初代会長に就任。参議院では水産委員長などを務め、1953年（昭和28年）4月の第3回通常選挙で全国区に緑風会公認で出馬したが落選し、参議院議員に1期在任した。次の通常選挙での当選を目指し1956年1月に各地を訪問し、同月21日に福岡方面から帰宅後、化膿性髄膜炎を発症し昭和医科大学附属病院（現昭和大学病院）に入院したが、同月26日に死去した。死没日をもって勲三等瑞宝章追贈（勲六等からの昇叙）、正八位から正五位に叙される。
その他、鉄道会議議員、日本肥料 (株) 理事、東京水上消防協会長、農林中央金庫理事、京栄水産取締役会長、日本水産倶楽部理事長、漁村経済協会顧問なども務めた。

## 著書
- 『アメリカの旅』日本経済社、1952年。
- 『波瀾の生涯』鳳映社、1955年。